# Rajon Minsk

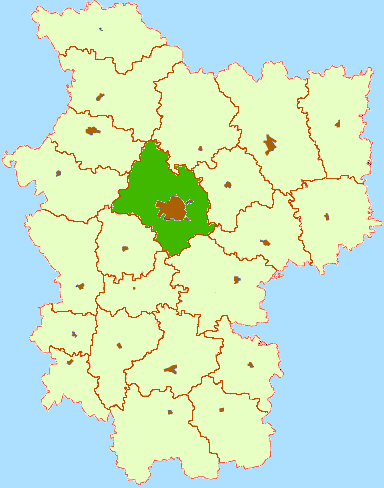
Rajon Minsk, Karte

Der Rajon Minsk (belarussisch Мінскі раён; russisch Минский район) ist eine Verwaltungseinheit in der Minskaja Woblasz in Belarus mit dem administrativen Zentrum in der Stadt Minsk. Der Rajon hat eine Fläche von 2000 km² und umfasst 367 Ortschaften.

## Geographie
Der Rajon Minsk liegt im Zentrum der gleichnamigen Woblasz. Die Nachbarrajone sind im Norden Wilejka, im Nordosten Lahojsk, im Osten Smaljawitschy und Tscherwen, im Südosten Puchawitschy, im Süden Usda, im Südwesten Dsjarschynsk, im Westen Waloschyn und im Nordwesten Maladsetschna.

## Geschichte
Der Rajon Minsk wurde am 29. Juni 1934 gebildet.